# Han Chun-ok
Han Chun-ok (koreanisch 한춘옥; * 7. Dezember 1965 in Hamhŭng) ist eine ehemalige nordkoreanische Eisschnellläuferin.

## Werdegang
Han kam bei den Juniorenweltmeisterschaften 1982 in Innsbruck auf den 25. Platz und bei den Juniorenweltmeisterschaften 1983 in Sarajevo auf den siebten Rang im  Mini-Mehrkampf. Dort belegte sie bei den Olympischen Winterspielen 1984 den 29. Platz über 1000 m, den 20. Rang über 1500 m und den 17. Platz über 3000 m. Bei den Winter-Asienspielen 1986 in Sapporo gewann sie die Bronzemedaille über 3000 m und die Silbermedaille über 1000 m. In der Saison 1986/87 wurde sie nordkoreanische Meisterin im Kleinen Vierkampf und absolvierte in Helsinki ihre einzigen Rennen im Eisschnelllauf-Weltcup, wobei der 12. Platz über 3000 m ihr bestes Ergebnis war. Letztmals international startete sie bei den Olympischen Winterspielen 1988 in Calgary, wobei sie den 26. Platz über 500 m, den 23. Platz über 1000 m, den 22. Platz über 1500 m, den 17. Platz über 3000 m und den neunten Platz über 5000 m errang.

## Erfolge

### Olympische Spiele
- 1984 Sarajevo: 17. Platz 3000 m, 20. Platz 1500 m, 29. Platz 1000 m
- 1988 Calgary: 9. Platz 5000 m, 17. Platz 3000 m, 22. Platz 1500 m, 23. Platz 1000 m, 26. Platz 500 m

### Winter-Asienspiele
- 1986 Sapporo: 2. Platz 1000 m, 3. Platz 3000 m

### Persönliche Bestzeiten
| Disziplin | Zeit        | Datum            | Ort     |
| --------- | ----------- | ---------------- | ------- |
| 500 m     | 42,25 s     | 13. Februar 1988 | Calgary |
| 1000 m    | 1:24,26 min | 13. Februar 1988 | Calgary |
| 1500 m    | 2:09,66 min | 13. Februar 1988 | Calgary |
| 3000 m    | 4:29,16 min | 13. Februar 1988 | Calgary |
| 5000 m    | 7:36,81 min | 13. Februar 1988 | Calgary |